# Nicole Algan
 Nicole Algan, née le 13 juin 1924 à Épinal et morte le 30 mai 1986 à Romans-sur-Isère, est une peintre et sculptrice abstraite française. 

## Biographie
Nicole Algan fréquente de 1942 à 1944 l'École des Beaux-arts de Paris dans l'atelier de Charles Despiau. Elle travaille ensuite avec André Derain de 1944 à 1954 dont elle est le dernier amour et avec qui, selon la biographie de Michel Charzat, elle a un fils dont l’existence reste cachée. Elle réalise des sculptures en terre et en bois. 
Dans ses Carnets II, janvier 1942-mars 1951, Albert Camus cite en 1950 son nom. Trapéziste professionnelle, elle suit en 1952 la troupe Zemganno à Duisburg et part en roulotte de cirque pendant plusieurs mois.  
En 1957 Nicole Argan est instructrice en arts plastiques à la maison des jeunes d'Hussein Dey à Alger. Elle expose alors à la galerie Comte Tinchant qu'anime Edmond Charlot.
Elle réalise en 1968 un grand monument aux morts à Saint-Marcel-lès-Valence, composé de cinq blocs de béton dont deux de 3 mètres de haut et 5 de large, et un buste du Facteur Cheval à Hauterives.
En 1986 elle met fin à ses jours.
Nicole Algan est représentée en 2015, aux côtés notamment de Mohamed Aksouh, Baya, Marcel Bouqueton, Jacques Burel, JAR Durand, Sauveur Galliéro, Mohammed Khadda, Jean de Maisonseul, Maria Manton, Choukri Mesli, Louis Nallard, René Sintès, à l'exposition organisée au musée de Pézenas en hommage à Edmond Charlot.

## Illustration
- Muriel Jack, Herbadore (poèmes), illustration de Nicole Algan, Paris, Editions de la Revue Moderne, 1965.

## Expositions
- 1971 : L'Œil écoute, Lyon
- 1976 : L'art marginal, Nice

## Œuvres dans des musées et lieux publics
- Musée de Grenoble : tapisserie
- Hauterives, Palais du Facteur Cheval : buste
- Musée des beaux-arts de Lyon : Le petit dieu, sculpture, bois et acier, 137 x 70 x 30 cm
- Musée de Romans-sur-Isère, jardin : sculptures

## Pour approfondir